# هيكل الترميز اللغوي
هيكل الترميز اللغوي (بالإنجليزية: Lexical Markup Framework)‏ مقياس من أيزو صدر في عام 2008 ولا يزال يخضع للتطوير. الهيكل يقوم على تحديد البنية العامة للمدخلات اللغوية وكيفية تخزينها رقميا حتى يسهل العمل عليها من عدة برامج مختلفة. يتكون الهيكل من الأساس وبعض الإضافات التي تستخدم حسب الحاجة، فهنالك إضافات تساعد في المعاجم اللغوية، وهنالك إضافات تساعد برامج التحليل اللغوي، وغيرها.